# Leandro Fernandez de Moratín
Leandro Fernandez de Moratín (pseudonym Inarco Celenio, 1760-1828) byl španělský dramatik.

## Biografie
Byl synem významného dramatika Nicoláse Fernándeze de Moratína, už v mládí získal v literárních soutěžích několik cen, mimo jiné za hrdinské básně o dobytí Granady a satiry na nešvary soudobé poesie. Odjel do Paříže, setkal se s Goldonim a dalšími významnými literáty. V roce 1786 napsal svou první dramatickou práci, komedii Stařec a dívka (El viejo y la nińa). Pro ódu na právě nastupujícího krále Karla IV. získal doživotní rentu, která ho zbavila hmotných starostí a Moratín se proto mohl věnovat pouze literární a dramatické práci: vytvořil prozaické i veršované komedie podle molièrovských vzorů El Baron (1803), La Mojigata (1804), El si de las nińas (1806), na sklonku života odešel do Francie, kde pracoval jako královský knihovník. Mimo dramatické spisy napsal také neukončený, ale rozsáhlý historický spis o dějinách španělského dramatu.